# 圣奥波蒂娜-拉马尔
圣奥波蒂娜-拉马尔（法語：Sainte-Opportune-la-Mare）是法国厄尔省的一个市镇，位于该省西北部，属于贝尔奈区。该市镇总面积10.89平方公里，2009年时的人口为434人。

## 人口
圣奥波蒂娜-拉马尔人口变化图示